# Jeevan Nedunchezhiyan
Jeevan Nedunchezhiyan (Chennai, 20 ottobre 1988) è un tennista indiano.

## Biografia
Specialista del doppio, il suo miglior ranking ATP è il 64º posto nel marzo 2019. Ha vinto due titoli del circuito maggiore, vanta inoltre altre due finali raggiunte e svariati titoli nei circuiti minori. In singolare ha vinto solo alcuni titoli ITF e dal 2016 gioca quasi esclusivamente in doppio. Ha esordito nella squadra indiana di Coppa Davis nel 2019.

## Statistiche
Aggiornate al 24 settembre 2024.

### Doppio

#### Vittorie (2)
| Legenda doppio       |
| Grande Slam (0)      |
| ATP Tour Finals (0)  |
| ATP Masters 1000 (0) |
| ATP Tour 500 (0)     |
| ATP Tour 250 (2)     |

| N. | Data              | Torneo                  | Superficie | Compagno               | Avversari in finale                | Punteggio           |
| 1. | 8 gennaio 2017    | Chennai Open, Chennai   | Cemento    | Rohan Bopanna          | Purav Raja Divij Sharan            | 6-3, 6-4            |
| 2. | 24 settembre 2024 | Hangzhou Open, Hangzhou | Cemento    | Vijay Sundar Prashanth | Constantin Frantzen Hendrik Jebens | 4-6, 7-6(5), [10-7] |

#### Finali perse (2)
| Legenda doppio       |
| Grande Slam (0)      |
| ATP Tour Finals (0)  |
| ATP Masters 1000 (0) |
| ATP Tour 500 (0)     |
| ATP Tour 250 (2)     |

| N. | Data              | Torneo                 | Superficie | Compagno        | Avversari in finale        | Punteggio |
| 1. | 30 settembre 2018 | Chengdu Open, Chengdu  | Cemento    | Austin Krajicek | Ivan Dodig Mate Pavić      | 2-6, 4-6  |
| 2. | 6 gennaio 2023    | Maharashtra Open, Pune | Cemento    | Sriram Balaji   | Sander Gillé Joran Vliegen | 4-6, 4-6  |

### Tornei Challenger

#### Doppio

##### Vittorie (13)
| N.  | Data             | Torneo                                          | Superficie  | Compagno               | Avversari in finale                    | Punteggio           |
| 1.  | 27 febbraio 2015 | Kolkata Open, Kolkata                           | Cemento     | Somdev Devvarman       | James Duckworth Luke Saville           | walkover            |
| 2.  | 23 aprile 2016   | Nanjing Challenger, Nanchino                    | Terra rossa | Saketh Myneni          | Denys Molčanov Oleksandr Nedovjesov    | 6-3, 6-3            |
| 3.  | 6 maggio 2016    | Karshi Challenger, Karshi                       | Cemento     | Enrique López Pérez    | Aleksandre Metreveli Dmitry Popko      | 6-1, 6-4            |
| 4.  | 6 maggio 2017    | Ostrava Open, Ostrava                           | Terra rossa | Franko Škugor          | Rameez Junaid Lukáš Rosol              | 6-3, 6-2            |
| 5.  | 23 febbraio 2018 | Challenger of Dallas, Dallas                    | Cemento (i) | Christopher Rungkat    | Leander Paes Joe Salisbury             | 6-4, 3-6, [10-7]    |
| 6.  | 23 giugno 2018   | Ilkley Trophy, Ilkley                           | Erba        | Austin Krajicek        | Kevin Krawietz Andreas Mies            | 6-3, 6-3            |
| 7.  | 13 luglio 2018   | Winnetka USTA Pro Tennis Championship, Winnetka | Cemento     | Austin Krajicek        | Roberto Maytín Christopher Rungkat     | 6(4)-7, 6-4, [10-5] |
| 8.  | 6 ottobre 2018   | Monterrey Challenger, Monterrey                 | Cemento     | Marcelo Arévalo        | Leander Paes Miguel Ángel Reyes Varela | 6-1, 6-4            |
| 9.  | 2 ottobre 2021   | Lisboa Belém Open, Lisbona                      | Terra rossa | Purav Raja             | Nuno Borges Francisco Cabral           | 7-6(5), 6-3         |
| 10. | 11 giugno 2022   | Bratislava Open, Bratislava                     | Terra rossa | Sriram Balaji          | Vladyslav Manafov Oleg Prihodko        | 7-6(6), 6-4         |
| 11. | 18 giugno 2022   | Internationaux de Blois, Blois                  | Terra rossa | Sriram Balaji          | Romain Arneodo Jonathan Eysseric       | 6-4, 6(3)-7, [10-7] |
| 12. | 14 aprile 2024   | Morelos Open, >Cuernavaca                       | Cemento     | Arjun Kadhe            | Piotr Matuszewski Matthew Romios       | 7-6(5), 6-4         |
| 13. | 22 febbraio 2025 | Pune Challenger, Pune                           | Cemento     | Vijay Sundar Prashanth | Blake Bayldon Matthew Romios           | 3-6, 6-3, [10-0]    |

##### Finali perse (21)
| N.  | Data              | Torneo                                        | Superficie    | Compagno               | Avversari in finale                   | Punteggio           |
| 1.  | 26 marzo 2016     | Pingshan Open, Shenzhen                       | Cemento       | Saketh Myneni          | Luke Saville Jordan Thompson          | 6-3, 4-6, [10-12]   |
| 2.  | 15 ottobre 2016   | Vietnam Open Challenger, Città di Ho Chi Minh | Cemento       | Ramkumar Ramanathan    | Sanchai Ratiwatana Sonchat Ratiwatana | 5-7, 4-6            |
| 3.  | 12 novembre 2016  | Kobe Challenger, Kōbe                         | Cemento (i)   | Christopher Rungkat    | Daniel Masur Ante Pavić               | 6-4, 3-6, [6-10]    |
| 4.  | 19 novembre 2016  | Toyota Challenger, Toyota                     | Sintetico (i) | Christopher Rungkat    | Matt Reid John-Patrick Smith          | 3-6, 4-6            |
| 5.  | 3 febbraio 2017   | Challenger of Dallas, Dallas                  | Cemento       | Christopher Rungkat    | David O'Hare Joe Salisbury            | 7–6(6), 3-6, [9-11] |
| 6.  | 21 ottobre 2017   | Ningbo Open, Ningbo                           | Cemento       | Christopher Rungkat    | Radu Albot Jose Statham               | 5-7, 3-6            |
| 7.  | 11 novembre 2017  | Kobe Challenger, Kōbe                         | Cemento (i)   | Christopher Rungkat    | Ben McLachlan Yasutaka Uchiyama       | 6-4, 3-6, [8-10]    |
| 8.  | 24 marzo 2018     | Play In Challenger Lille, Lilla               | Cemento       | Purav Raja             | Hugo Nys Tim Pütz                     | 6(3)–7, 6-1, [7-10] |
| 9.  | 27 aprile 2018    | Tallahassee Tennis Challenger, Tallahassee    | Terra verde   | Enrique López Pérez    | Robert Galloway Denis Kudla           | 3-6, 1-6            |
| 10. | 5 maggio 2018     | Savannah Challenger, Savannah                 | Terra rossa   | Enrique López Pérez    | Luke Bambridge Akira Santillan        | 2-6, 2-6            |
| 11. | 16 giugno 2018    | Nottingham Open, Nottingham                   | Erba          | Austin Krajicek        | Frederik Nielsen Joe Salisbury        | 6(5)–7, 1-6         |
| 12. | 3 novembre 2018   | Shenzhen Longhua Open, Shenzhen               | Cemento       | Sriram Balaji          | Hsieh Cheng-peng Christopher Rungkat  | 4-6, 2-6            |
| 13. | 6 novembre 2021   | Tenerife Challenger, Tenerife                 | Cemento       | Purav Raja             | Nuno Borges Francisco Cabral          | 3-6, 4-6            |
| 14. | 24 settembre 2021 | Braga Open, Braga                             | Terra rossa   | Christopher Rungkat    | Vít Kopřiva Jaroslav Pospíšil         | 6-3, 3-6, [4-10]    |
| 15. | 26 novembre 2022  | Challenger Temuco, Temuco                     | Cemento       | Sriram Balaji          | Guillermo Durán Guido Andreozzi       | 4-6, 2-6            |
| 16. | 27 maggio 2023    | Macedonian Open, Skopje                       | Terra rossa   | Sriram Balaji          | Petr Nouza Andrew Paulson             | 6(5)-7, 3-6         |
| 17. | 7 ottobre 2023    | JC Ferrero Challenger Open, Alicante          | Cemento       | John-Patrick Smith     | Niki Kaliyanda Poonacha Divij Sharan  | 4-6, 6-3, [7-10]    |
| 18. | 11 novembre 2023  | Tali Open, Helsinki                           | Cemento (i)   | Vijay Sundar Prashanth | Andre Begemann Sriram Balaji          | 2-6, 5-7            |
| 19. | 18 novembre 2023  | Good to Great Challenger, Danderyd            | Cemento (i)   | Vijay Sundar Prashanth | Bart Stevens Julian Cash              | 7-6(7), 4-6, [7-10] |
| 20. | 23 marzo 2024     | Murcia Open, Murcia                           | Terra rossa   | Arjun Kadhe            | Théo Arribagé Victor Vlad Cornea      | 5-7, 1-6            |
| 21. | 10 agosto 2024    | Bonn Open, Bonn                               | Terra rossa   | Vijay Sundar Prashanth | Théo Arribagé Orlando Luz             | 2-6, 4-6            |

## Risultati in progressione
| Sigla | Risultato               |
| ----- | ----------------------- |
| V     | Vincitore               |
| F     | Finalista               |
| SF    | Semifinalista           |
| O     | Oro olimpico            |
| A     | Argento olimpico        |
| SF    | Bronzo olimpico         |
| QF    | Quarti di Finale        |
| 4T    | Quarto turno            |
| 3T    | Terzo turno             |
| 2T    | Secondo turno           |
| 1T    | Primo turno             |
| RR    | Round Robin             |
| LQ    | Turno di qualificazione |
| A     | Assente                 |
| ND    | Non disputato           |

| Legenda superfici    |
| -------------------- |
| Cemento              |
| Terra battuta        |
| Erba                 |
| Superficie variabile |

### Doppio
| Tornei Grande Slam         |     |     |     |     |     |     |     |     |     |
| Australian Open, Melbourne | A   | A   | 1T  | A   | A   | A   | 2T  | A   | 1-2 |
| Roland Garros, Parigi      | A   | A   | 1T  | A   | A   | A   | 1T  |     | 0-2 |
| Wimbledon, Londra          | 1T  | 1T  | 1T  | ND  | A   | A   | 1T  |     | 0-4 |
| US Open, New York          | A   | 1T  | A   | A   | A   | A   | A   |     | 0-1 |
| Vittorie-Sconfitte         | 0-1 | 0-2 | 0-3 | 0-0 | 0-0 | 0-0 | 1-3 | 0-0 | 1-9 |